# Conjecture de Littlewood
En mathématiques, la conjecture de Littlewood est un problème ouvert (en avril 2024) en approximation diophantienne, proposée par John Edensor Littlewood vers 1930. Elle affirme que pour deux nombres réels quelconques {\displaystyle \alpha } et {\displaystyle \beta },
{\displaystyle \liminf _{n\to \infty }\ n\cdot \Vert n\alpha \Vert \cdot \Vert n\beta \Vert =0,}
où {\displaystyle \Vert x\Vert :=\min(|x-\lfloor x\rfloor |,|x-\lceil x\rceil |)} est la distance à l'entier le plus proche.

## Formulation et explication
On peut voir la conjecture comme suit: on choisit un point {\displaystyle (\alpha ,\beta )} dans le plan, puis on considère la suite de points
{\displaystyle (2\alpha ,2\beta ),(3\alpha ,3\beta ),....}
Pour chacun d'entre eux, on multiplie la distance à la droite la plus proche avec la coordonnée entière {\displaystyle x} par la distance à la droite la plus proche avec la coordonnée entière {\displaystyle y}. Ce produit sera certainement au plus égal à 1/4. La conjecture ne dit pas que cette suite de valeurs converge ; ce n'est généralement pas le cas, en fait. La conjecture concerne la limite inférieure et dit qu'il existe une sous-séquence pour laquelle les distances décroissent plus vite que l'inverse, c'est-à-dire en {\displaystyle o(1/n)} avec la notation de Landau.
En d'autres termes, la conjecture dit que pour tout {\displaystyle \alpha } et {\displaystyle \beta } il y a une infinité d'entiers {\displaystyle n}, tel que l'égalité soit réalisée.

## Connexion à d'autres conjectures
Il et connu que la conjecture est une conséquence d'un résultat en géométrie des nombres, concernant le minimum, pour un point d'un réseau non nul dun produit de trois formes linéaires en trois variables réelles : l'implication a été montrée en 1955 par John Cassels et Peter Swinnerton-Dyer. Elle peut être formulée d'une autre manière, en termes de théorie des groupes. Il existe une autre conjecture, pour {\displaystyle n\geq 3} : elle s'exprime en termes de {\displaystyle G=SL_{n}(\mathbb {R} )}, {\displaystyle \Gamma =SL_{n}(\mathbb {Z} )}Γ = SLn(Z) et du sous-groupe {\displaystyle D} des matrices diagonales dans {\displaystyle G}.
Conjecture.— Pour tout {\displaystyle g\in G/\Gamma } tel que {\displaystyle Dg} est relativement compact dans {\displaystyle G/\Gamma }), l'ensemble {\displaystyle Dg}  est fermé.
Cette conjecture est à son tour est un cas particulier d'une conjecture générale de Margulis concernant les groupes de Lie.

## Résultats partiels
Borel a montré en 1909 que l'ensemble exceptionnel des couples réels {\displaystyle (\alpha ,\beta )} ne respectant l'énoncé de la conjecture est de mesure de Lebesgue nulle. Manfred Einsiedler, Anatole Katok et Elon Lindenstrauss ont montré , qu'il doit avoir une dimension de Hausdorff nulle; et est en fait une union dénombrable d'ensembles compacts de dimension de Minkowski-Bouligand nulle. Ce résultat a été prouvé en utilisant un théorème de classification des mesures pour les actions diagonalisables des groupes de rang supérieur, et un théorème d'isolement prouvé par Lindenstrauss et Barak Weiss.
Ces résultats impliquent que des paires non triviales vérifiant la conjecture existent : en effet, étant donné un nombre réel {\displaystyle \alpha } tel que {\displaystyle \inf _{n\geq 1}n\cdot ||n\alpha ||>0}, il est possible de construire un {\displaystyle \beta } explicite tel que {\displaystyle (\alpha ,\beta )} vérifie la conjecture.